# Необула
Необу́ла (др.-греч. Νεοβούλη; VII век до н. э., остров Парос) — невеста древнегреческого поэта Архилоха, которая упоминается в его стихотворениях. Жила на острове Парос. Её отец Ликамб разорвал помолвку, и тогда Архилох высмеял Необулу в своих стихах. По одной из версий, она, не выдержав позора, повесилась, но антиковеды считают трагический финал этой истории легендой.

## Биография
Необула была дочерью Ликамба, аристократа, жившего на острове Парос. Некоторые античные авторы сообщают, что у неё были сёстры — одна или больше. Известно, что к Необуле посватался поэт Архилох, и Ликамб дал согласие, которое скрепил торжественной клятвой. По случаю помолвки был организован пир, но позже отец Необулы разорвал соглашение. Причиной тому могли стать бедность жениха, его сомнительное происхождение (матерью Архилоха была фракийская рабыня Энипо) или несходство политических взглядов будущих тестя и зятя. Архилох, судя по сохранившимся фрагментам его стихотворений, пришёл из-за такого поворота в ярость и написал хулительные ямбы, в которых называл Необулу развратной и уродливой старухой.
Источники согласны в том, что сатира Архилоха оказалась очень эффективной: семья Ликамба стала посмешищем для всей общины. Однако о дальнейших событиях античные авторы пишут по-разному. Критий (V век до н. э.), по-видимому, не знал о каких-либо трагических обстоятельствах, связанных с этой историей; согласно ряду более поздних источников, Необула повесилась, а вместе с ней в разных версиях покончили с собой её сестра или сёстры, мать и отец. По некоторым версиям, друзья семьи отомстили, добившись изгнания или самоубийства Архилоха, либо просто убив поэта. Исследователи уверены в том, что трагический исход этой истории — легенда, сформировавшаяся в связи с распространёнными представлениями об Архилохе как «злоречивом» поэте и о том, что проклятие, особенно облечённое в стихотворную форму, имеет реальную силу. Отправной точкой могла стать простая путаница. В одном из сохранившихся фрагментов Архилох пишет о дочерях Ликамба: «Склонившись, они извергали всю надменность» (в переводе Вересаева — «И спесь их в униженье вся повыдохлась»); один из древних авторов, по-видимому, понял глагол «наклоняться, поникать головой» как «вешаться», и в результате началось формирование целой ветви античной традиции. Этот процесс шёл как минимум до I века н. э. В XX веке, когда был найден «Кёльнский эпод» Архилоха, появилась новая версия событий: многие антиковеды считают, что поэт хотел жениться на младшей дочери Ликамба, но последний хотел сначала женить старшую, некрасивую (Пасифилу), и Архилох от неё отказался. Поэт мог любить Необулу, и именно по этой причине он так резко отреагировал на разрыв помолвки. В результате Архилох стал первым европейским поэтом, в творчестве которого тема любви звучит трагически.
Точной информации о времени жизни Необулы нет. При этом антиковеды уверены, что её несостоявшийся муж Архилох родился приблизительно в 689 или 680 году до н. э., а умер приблизительно в 640 году до н. э.